# Kaprohrsänger

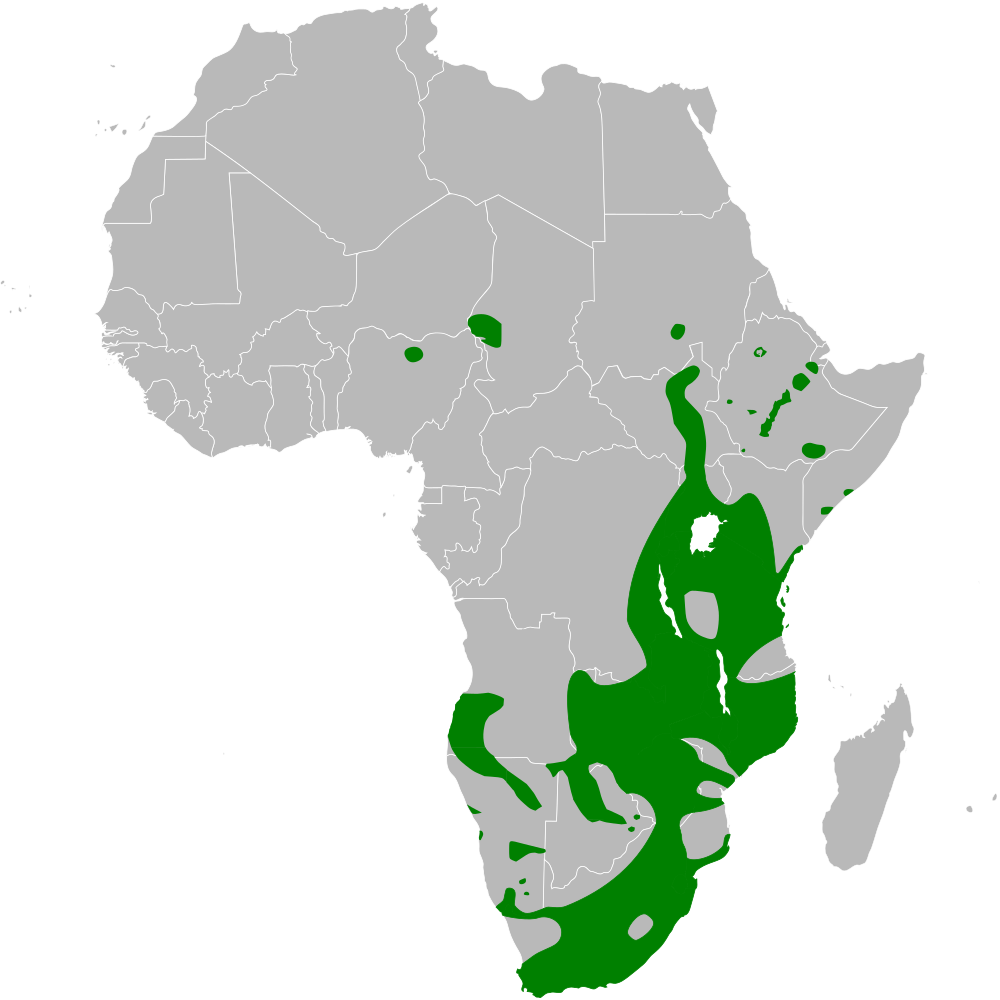
Verbreitung des Kaprohrsängers (Acrocephalus gracilirostris)

Der Kaprohrsänger (Acrocephalus gracilirostris) ist ein Singvogel aus der Gattung der  Rohrsänger (Acrocephalus) und der Familie der Rohrsängerartigen (Acrocephalidae).
Die Art kommt in Afrika von der Demokratischen Republik Kongo, dem Tschad und Äthiopien südlich bis Südafrika vor.
Das Verbreitungsgebiet umfasst Schilfgürtel, Rohrkolben und Papyrus an Gewässerrändern bis 1500, gelegentlich auch bis 2500 m Höhe.
Das Artepitheton kommt von lateinisch gracilis ‚zierlich, schlank‘ und lateinisch rostrum ‚Schnabel‘.

## Merkmale
Die Art ist 17–18 cm groß und wiegt zwischen 14 und 17 g. Sie ist kleiner als der Papyrusrohrsänger (Acrocephalus rufescens) und größer als der Gartenrohrsänger, jetzt „Zimtrohrsänger“ (Acrocephalus baeticatus). Dieser Rohrsänger ist relativ groß und kräftig mit länglichem dünnen Schnabel, weißlicher, gegen die dunklere Brust und Flanken abgesetzter Kehle, kurzem blassen Überaugenstreif und dunkelgrauen, kräftigen Füßen. Die Flügel sind abgerundet. Bartstreif und Ohrdecken sind grau, Scheitel und Oberseite warm braun, besonders auf dem Rumpf, dunkler und grauer am Kopf und Nacken. Die Iris ist dunkelbraun, der Schnabel schwärzlich bis hornfarben mit gelblicher Basis am Unterschnabel. Die Geschlechter unterscheiden sich nicht. Jungvögel sind etwas wärmer und gelbbrauner gefiedert als Altvögel.

## Geografische Variation
Es werden folgende Unterarten anerkannt:
- A. g. neglectus (Alexander, 1908) – Tschad
- A. g. tsanae (Bannerman, 1937) – Nordwestäthiopien
- A. g. jacksoni (Neumann, 1901) – Nordosten der Demokratischen Republik Kongo, Südsudan, Uganda und Westkenia
- A. g. parvus (G. A. Fischer & Reichenow, 1884) – Südwestäthiopien bis Nordtansania, Ruanda und Burundi
- A. g. leptorhynchus (Reichenow, 1879) – Ostäthiopien bis Südafrika
- A. g. winterbottomi (White CMN, 1947) – Osten Angolas bis Norden Sambias und Südwesten Tansanias
- A. g. cunenensis (E. J. O. Hartert, 1903) – Südwestangola und Nordnamibia bis Simbabwe
- A. g. gracilirostris (Hartlaub, 1864), Nominatform – Süden Namibias, Südafrika, Südosten Simbabwes und Süden Mosambiks

## Stimme
Der in 1 bis 2 m über dem Wasserspiegel vorgetragene Gesang des Männchens besteht aus zahlreichen lauten und melodischen Elementen, die häufig und flüssig drosselartig ertönen, und wird als „klieru, klikliu-klikliu-klikliu-klee, kliew-klikliklikli“ und „wee-ter-ree-ter-rre-ter-reet“ beschrieben.

## Lebensweise
Die Art ist Standvogel. Die Nahrung besteht aus Insekten und kleinen Fröschen, die tief im Bewuchs, oft knapp über dem Wasser gesucht werden.
Die Brutzeit liegt zwischen März und Dezember in Kenia und Tansania, zwischen Januar und August in Malawi, im Februar in Sambia, zwischen August und Mai in Simbabwe, zwischen August und Februar in Botswana und Südafrika. Der Sänger lebt vermutlich monogam und in Revieren. Das Nest ist ein tiefes, spitz zulaufendes Gebilde aus trockenen Grasstängeln und Schilfelementen und wird 20 bis 180 cm oberhalb der Wasseroberfläche an Stämme und dickere Stengel angehängt. Das Gelege besteht aus 2 bis 3 Eiern, die von beiden Elternvögeln bebrütet werden.

## Gefährdungssituation und Bestand
Die Art wird wegen des sehr großen Verbreitungsgebietes von etwa 15.700.000 km² und der stabilen Bestände in der Roten Liste der IUCN als nicht gefährdet (Least Concern) eingestuft. Es werden keine Bedrohungen genannt.